# Microsoft Classroom
Microsoft Classroomは、学校向けのオンラインブレンド型学習用プラットフォーム。宿題の採点と学生間の連絡を簡素化、ペーパーレス化することを目的としている。2016年4月、Office 365 Educationのサブスクライバー向けに導入されたが、2017年5月18日に撤退が発表され、2018年1月31日に正式にサービス終了した。Microsoft Classroomの機能の一部はOffice 365 EducationのMicrosoft Teamsに移植された。